# Walter Scott (Sänger)
Walter Scott, bürgerlich Walter Simon Notheis, Jr. (* 7. Februar 1943 in St. Louis, Missouri; † 27. Dezember 1983 in Saint Peters, Missouri) war ein US-amerikanischer Sänger. In den 1960ern war er der Frontman der US-amerikanischen Band Bob Kuban and the In-Men.

## Leben und Karriere
Walter Scott war der einzige Sohn von Walter und Kay Notheis. Er wuchs in St. Louis auf. Im Jahr 1963 schloss er sich der Gruppe von Bob Kuban an. 1965 veröffentlichte die Band den Song The Cheater, welcher ein One-Hit-Wonder und auch der einzige Erfolg von Walter Scott war. Scott verließ die Band schon direkt im Anschluss daran, um eine Karriere als Solokünstler zu starten.
In den 1970er und 1980er ging er mit Coverbands auf Tourneen. Anfang 1983 traten Scott und Kuban gemeinsam für einen Fernsehauftritt auf und planten, die Band zu ihrem zwanzigsten Jubiläum im Juni 1983 wieder zusammenzubringen.
Scotts erste Ehe wurde geschieden. Er heiratete daraufhin JoAnn Calcaterra, die Ehe wurde in der Zeit seines Verschwindens ebenfalls geschieden.

## Verschwinden und Tod
Am 27. Dezember 1983 verschwand Scott spurlos. JoAnn heiratete 1986 Jim H. Williams, dessen Ehefrau Sharon zwei Monate vor Walter Scotts Verschwinden bei einem Autounfall ums Leben gekommen war. Scotts Leiche wurde im April 1987 in einer Zisterne hinter Jim Williams’ Haus gefunden, gefesselt und mit einer Schussverletzung im Rücken. Die Mordwaffe wurde nicht gefunden.

## Prozess
Jim Williams und JoAnn Williams wurden wegen Mordverdachts verhaftet. Weitere Ermittlungen ergaben, dass Williams’ erste Frau Sharon ebenfalls ermordet wurde. Sie starb durch einen Schlag auf den Hinterkopf, der Autounfall wurde vorgetäuscht, um die Tat zu vertuschen. Jim H. Williams wurde wegen zweifachen Mordes an seiner Ehefrau Sharon Williams und an Walter Scott zu lebenslanger Haft ohne Bewährung verurteilt. Williams leugnete die beiden Morde. Er starb am 13. September 2011 im Alter von 72 Jahren an einem Herzleiden während der Verbüßung seiner Haftstrafe.
JoAnn Williams bekannte sich schuldig, die Ermittlungen behindert zu haben, und wurde zu fünf Jahren Gefängnis verurteilt, jedoch nach 18 Monaten frühzeitig entlassen.